# Dodgeville (Wisconsin)
Dodgeville est le siège de comté du comté d'Iowa, dans le Wisconsin, aux États-Unis.

## Démographie
| Groupe                           | Dodgeville | Wisconsin | États-Unis |
| -------------------------------- | ---------- | --------- | ---------- |
| Blancs                           | 97,3       | 86,2      | 72,4       |
| Asiatiques                       | 1,0        | 2,3       | 4,8        |
| Métis                            | 0,8        | 1,8       | 2,9        |
| Afro-Américains                  | 0,5        | 6,3       | 12,6       |
| Autres                           | 0,2        | 2,4       | 6,2        |
| Amérindiens                      | 0,3        | 1,0       | 0,9        |
| Total                            | 100        | 100       | 100        |
|                                  |            |           |            |
| Hispaniques et Latino-Américains | 1,8        | 5,9       | 16,7       |

Selon l'American Community Survey, pour la période 2011-2015, 95,37 % de la population âgée de plus de 5 ans déclare parler anglais à la maison, alors que 2,29 % déclare parler l'espagnol, 0,70 % le japonais et 1,64 % une autre langue.
Selon l'American Community Survey, pour la période 2011-2015, 12,6 % de la population vit sous le seuil de pauvreté (15,5 % au niveau national). Ce taux masque des inégalités importantes, puisqu'il est de 7,8 % pour les moins de 18 ans, 14,7 % pour les 18-65 ans et de 11,9 % pour les plus de 65 ans.